# Метелен
Метелен (њем. Metelen) општина је у њемачкој савезној држави Северна Рајна-Вестфалија. Једно је од 24 општинска средишта округа Штајнфурт. Према процјени из 2010. у општини је живјело 6.341 становника. Посједује регионалну шифру (AGS) 5566052.

## Географски и демографски подаци
Метелен се налази у савезној држави Северна Рајна-Вестфалија у округу Штајнфурт. Општина се налази на надморској висини од 56 метара. Површина општине износи 40,2 km². У самом мјесту је, према процјени из 2010. године, живјело 6.341 становника. Просјечна густина становништва износи 158 становника/km².

## Међународна сарадња
| Мјесто    | Држава    | Врста сарадње | Од    |
| --------- | --------- | ------------- | ----- |
| Денекамп  | Холандија | контакт       | 2000. |
| Шаторенар | Француска | партнерство   | 1989. |
| Извор     |           |               |       |